# 斯卡洛普山
斯卡洛普山（英語：Scallop Hill），是南極洲的山峰，位於羅斯群島的布萊克島，海拔高度225米，由新西蘭探險隊命名，該山峰現時由南極條約體系管理。